# 特倫頓科納斯 (伊利諾伊州)
特倫頓科納斯（英語：Trenton Corners）是位於美國伊利諾伊州諾克斯縣的一個非建制地區。該地的面積和人口皆未知。

## 地理
特倫頓科納斯的座標為40°55′29″N 90°06′32″W / 40.92472°N 90.10889°W，而該地的平均海拔高度為178米（即584英尺）。